# Frithiof Kjellberg
Den här sidan handlar om skulptören, för pianisten och musikpedagogen, se Fritjof Kjellberg.
Johannes Frithiof Kjellberg (även Fritjof Kjellberg), född 5 februari 1836 i Jönköping, död 16 december 1885 i Stockholm, var en svensk skulptör.

## Biografi
Fritiof Kjellberg var son till garveriidkaren Johannes Frithjof Kjellberg och hans hustru Elisa Stille. Han var elev till Johan Peter Molin och har ansetts som "den siste klassicisten bland svenska skulptörer". Han arbetade i en plastiskt avrundad, balanserad stil men behandlade gärna okonventionella motiv som gav honom tillfälle till rörelsestudier. Inte minst hans reliefer som Gossar som hoppa bock (1861) och frisen på Jernkontorets gamla hus i Stockholm (1875) visar prov på hans friska och rena linjestil.
Frithiof Kjellberg utförde bland annat byster av Fredrika Bremer och Anna Hierta-Retzius. Fram till 1931 tillverkade Gustavsbergs porslinsfabrik skulpturer i parian. Porträttbysterna i parian, på engelska Parian Ware, var ett porslinsmaterial som användes för tillverkning av mindre skulpturer, vanligen vitt. Det är inte glaserat och innehåller stor andel fältspat. Materialet ger en vit, matt yta och liknar något mellan gips och marmor.
Kjellbergs huvudarbete är Linnémonumentet i Humlegården i Stockholm (1885). Frithiof Kjellbergs bronsstaty över Carl von Linné (1707-1778) avtäcktes den 13 maj 1885. I samband med avtäckningen av statyn utnämndes Kjellberg till riddare av Nordstjärneorden.
Ett Carl von Linné-monument avtäcktes på University of Chicago campus i Lincoln Park, Chicago, Illinois, USA, den 23 maj 1891. Det är en kopia, utförd av Carl Johan Dyfverman, av originalet, Linnémonumentet, i Humlegården i Stockholm. Avtäckningen i maj 1891 var årsdagen för Linnés födelse. Monumentet flyttades 1976 till Midway Plaisance, söder om E. 59th Street mellan S. Ellis Avenue och S. University Avenue, i Chicago Park District, bredvid Harper Memorial Library, University of Chicago, Illinois.
Kjellberg var professor vid Konstakademien från 1873. Han var ogift och är begravd på Solna kyrkogård.

## Representerad
Kjellberg finns representerad vid bland annat Nationalmuseum i Stockholm och Kalmar konstmuseum.

## Utmärkelser
- Riddare av Nordstjärneorden

## Offentliga verk i urval
- Bildfrisen på Gamla Jernkontoret, Stockholm (1875)
- Byst av Anders Knape Hansson, Gustafsberg, Uddevalla (1878)
- Linnémonumentet i Humlegården i Stockholm (1885)

## Bilder

### Skulpturer och porträttbyster

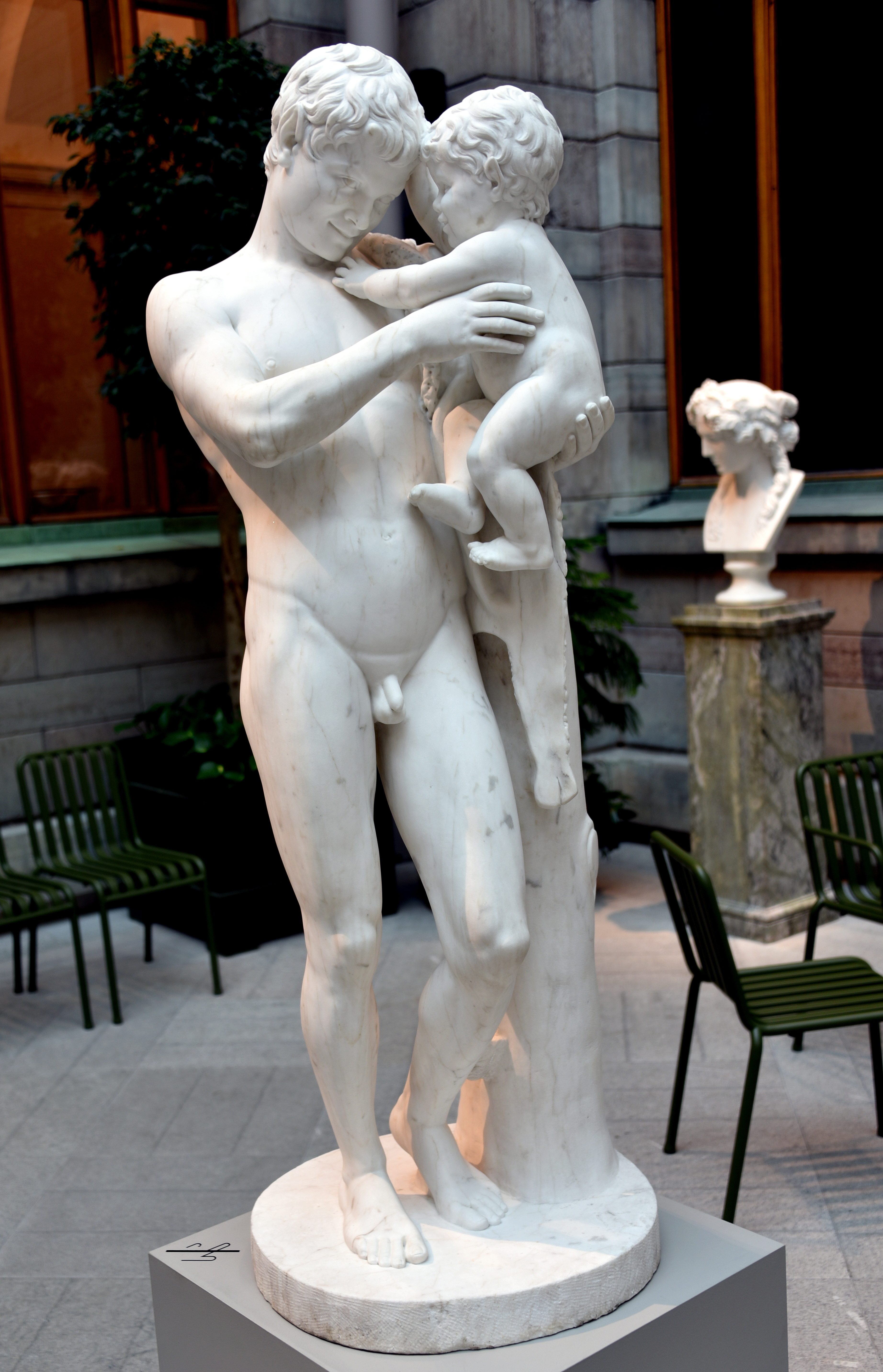
Faun som spelar med sin yngre broder. Nationalmuseum, Stockholm.
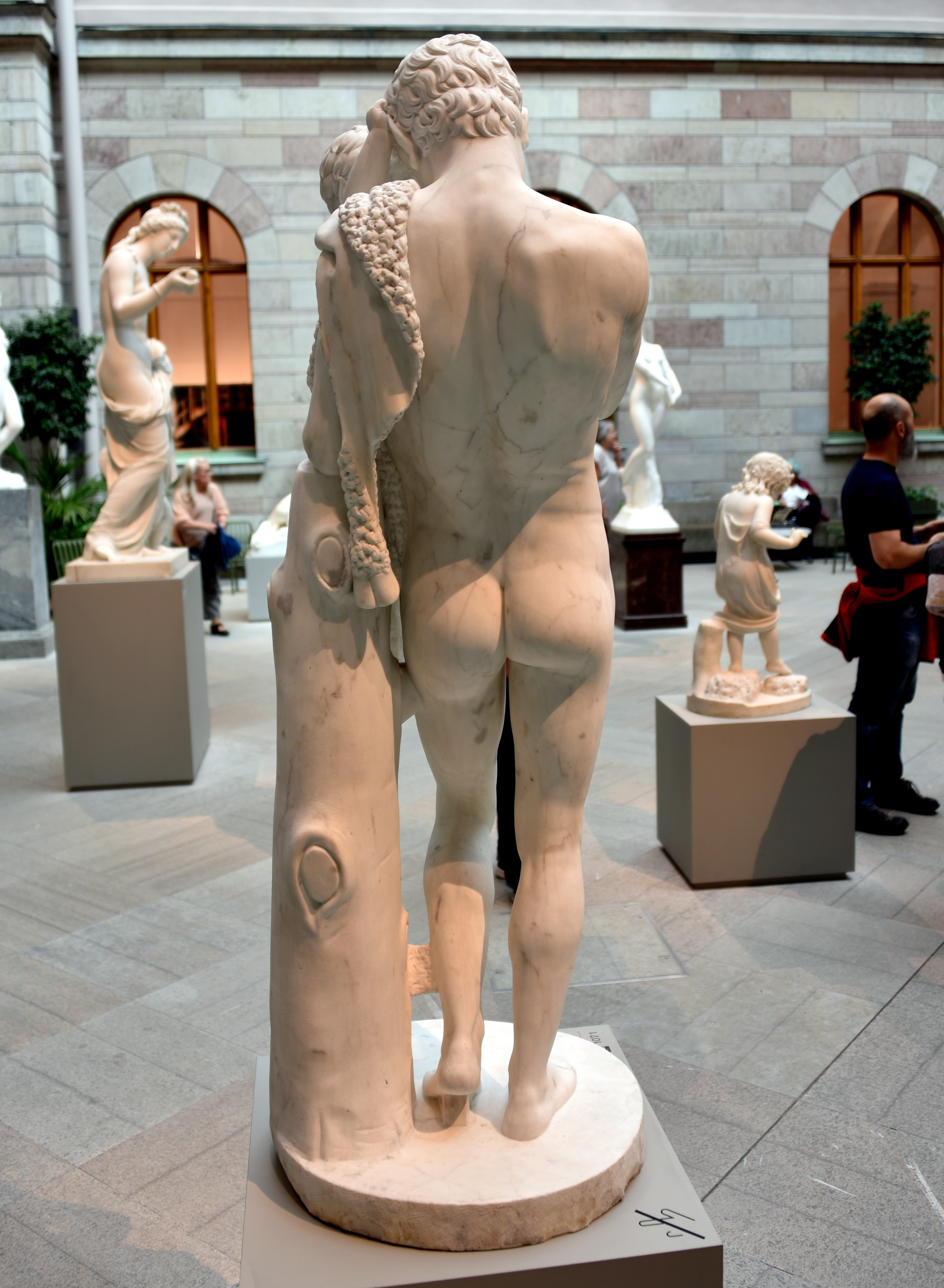
Bilden föreställer baksidan av Faun som spelar med sin yngre broder. Nationalmuseum, Stockholm.
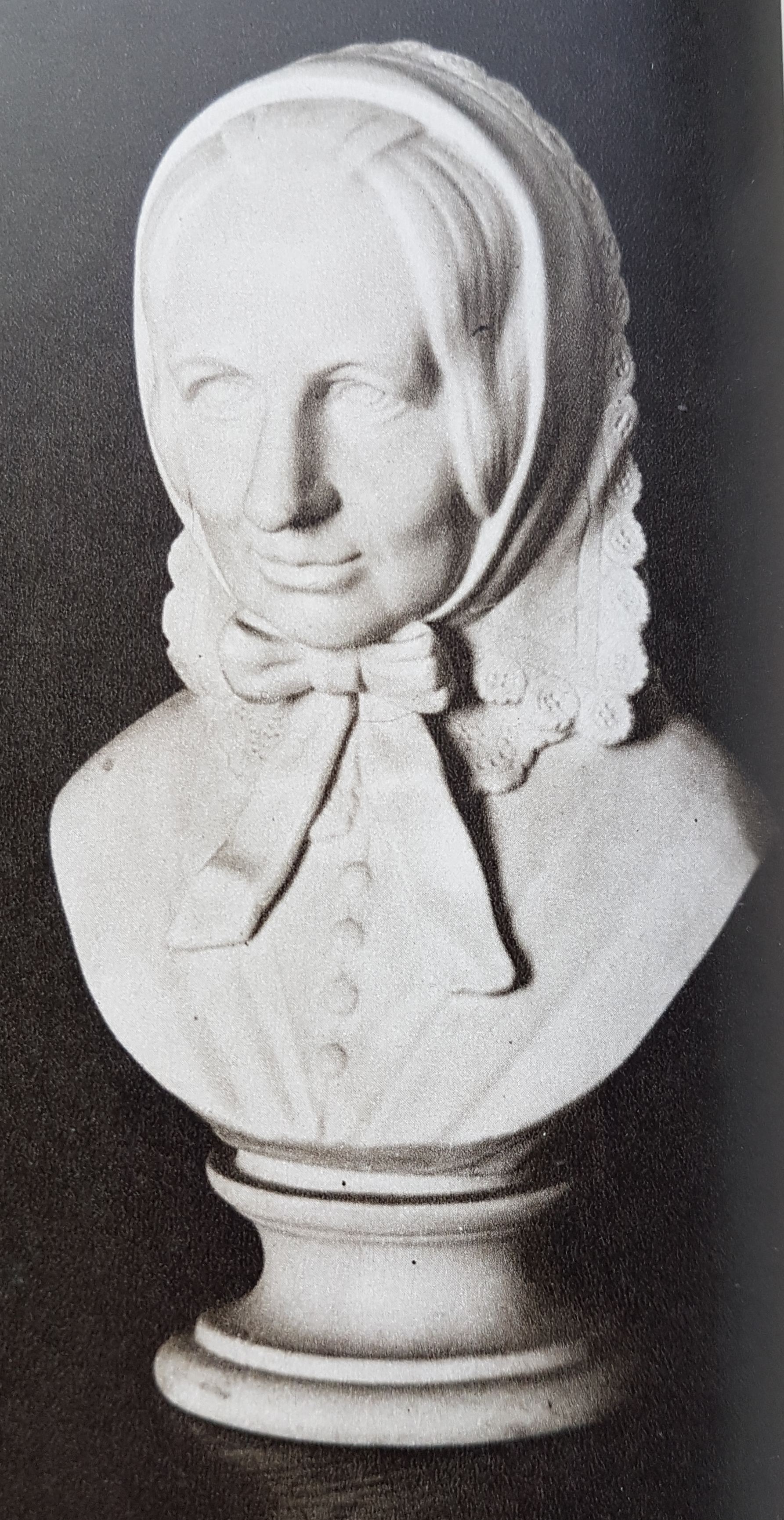
Fredrika Bremer, byst i parian.

### Linnémonumenten i Stockholm, London och vid University of Chicago campus

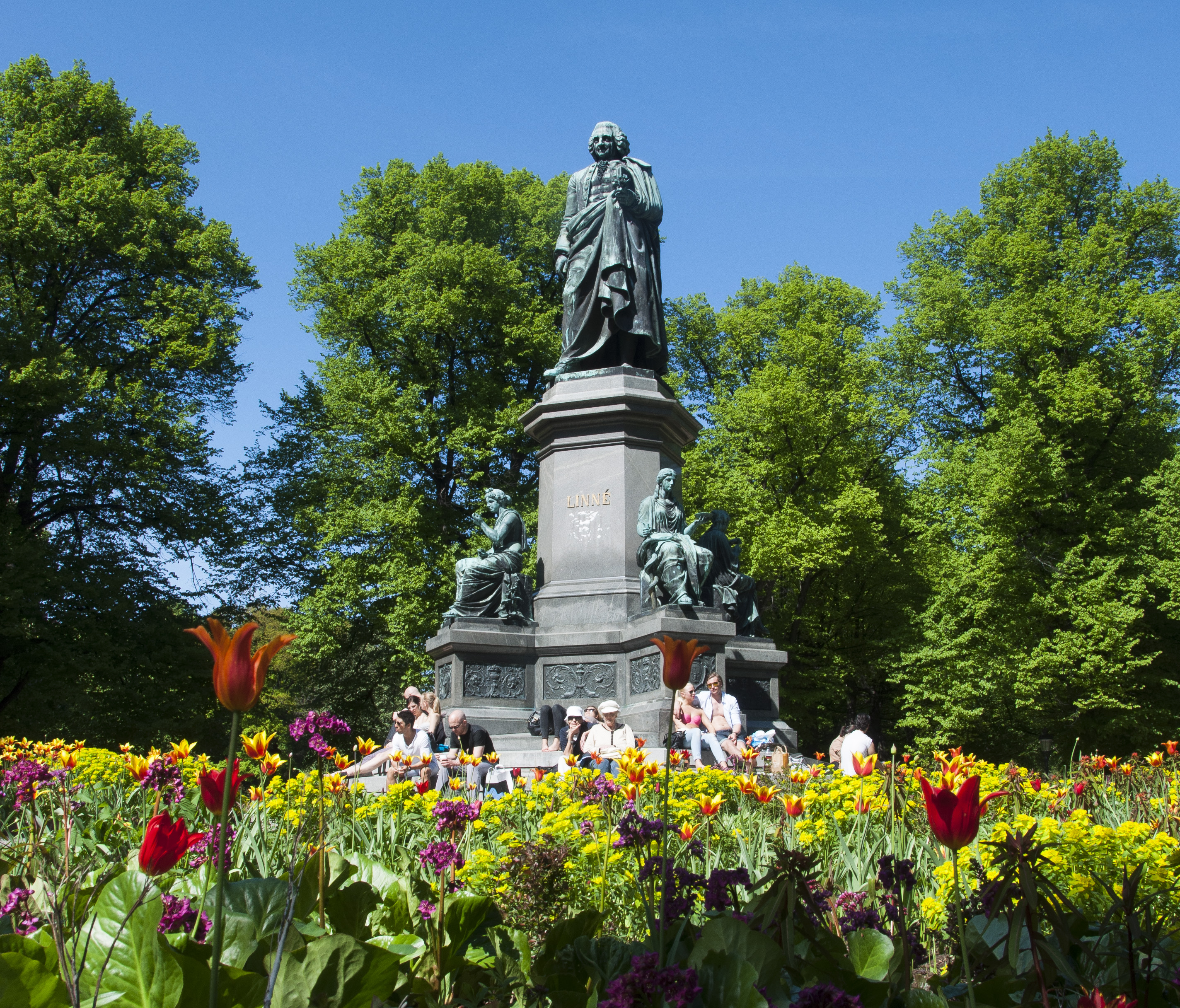
Linnémonumentet i Humlegården i Stockholm.
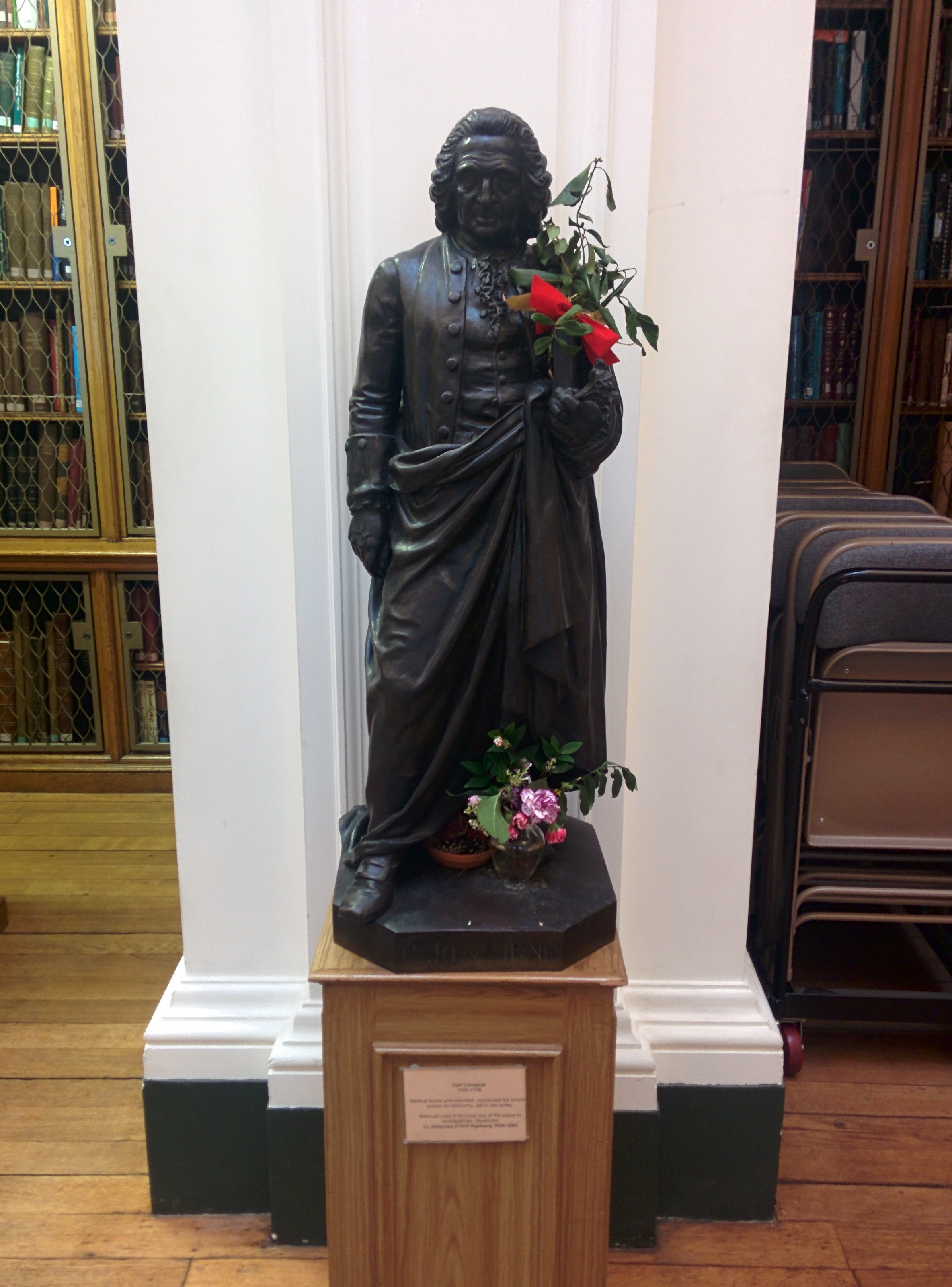
Staty av Carl von Linné vid Linnean Society of London.
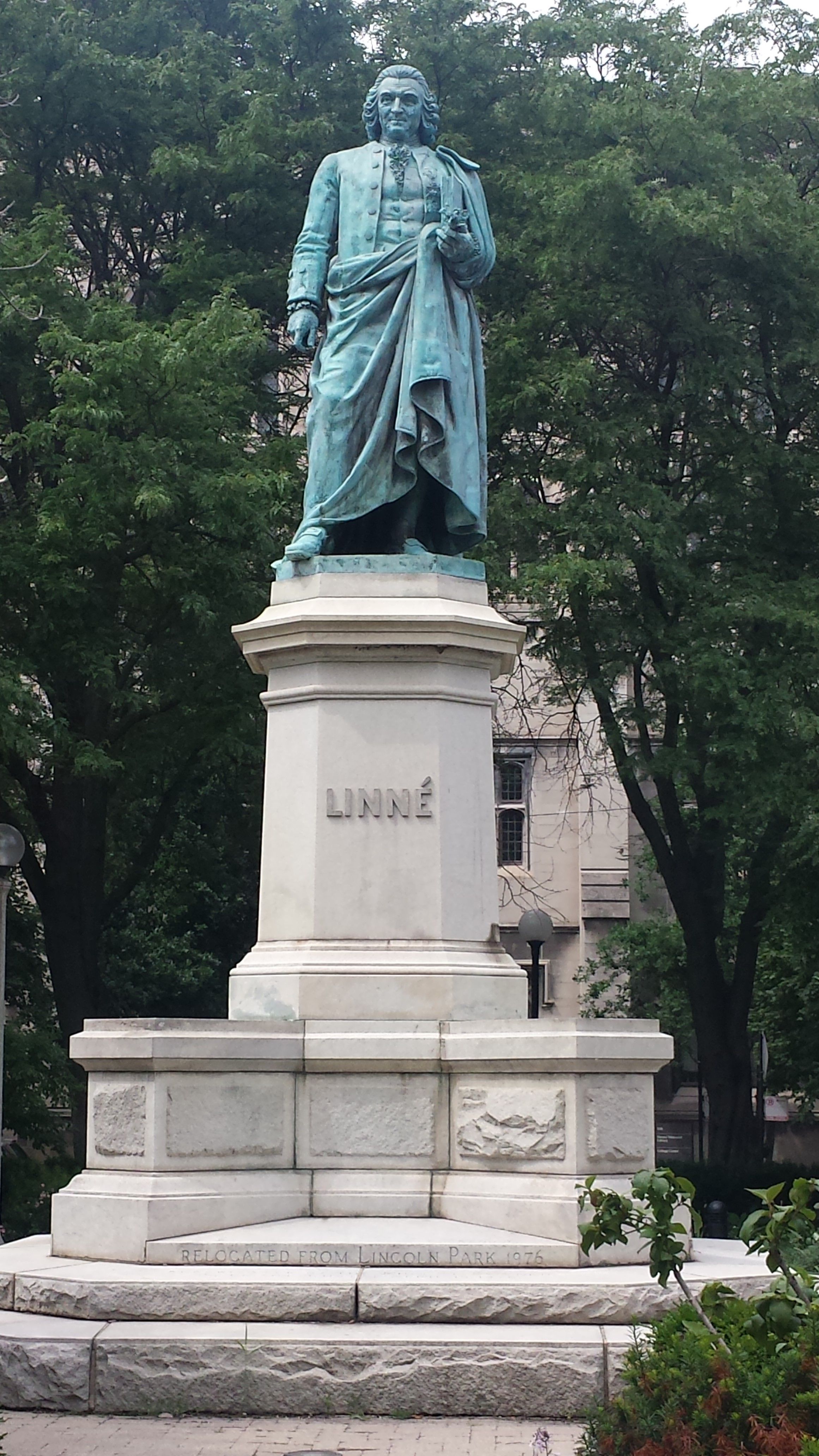
Carl von Linné-monumentet på University of Chicagos campus.
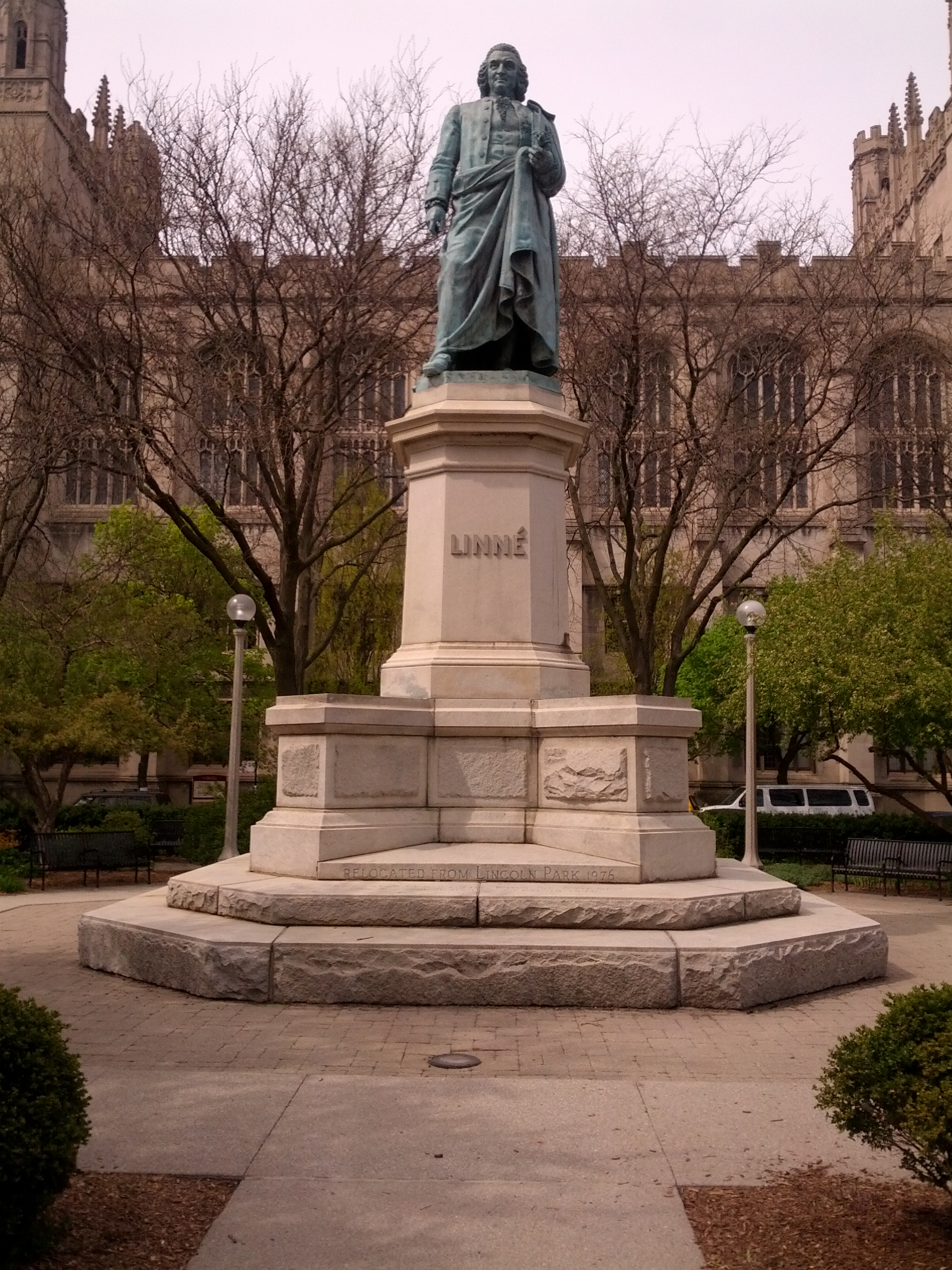
Carl von Linné-monumentet på University of Chicagos campus.